# معتمدآباد (نهاوند)
معتمدآباد (نهاوند)، روستایی لک نشین از توابع بخش خزل شهرستان نهاوند در استان همدان ایران است.

## جمعیت
این روستا در دهستان سلگی قرار دارد و براساس سرشماری مرکز آمار ایران در سال ۱۳۸۵، جمعیت آن ۱۲۵ نفر (۳۳خانوار) بوده‌است.